# United Front (1954)
United Front var en politisk allians mellan fyra ledande oppositionspartier i Östpakistan. Fronten bildades inför valen till Östbengalens lagstiftande församling 8-12 mars 1954. Alliansen, som bestod av Awamiförbundet, Krishak Sramik Party, Nizam-e-Islam och Ganatantri Dal, vann en övertygande seger.